# Carcajou dans la culture
 (décembre 2016).

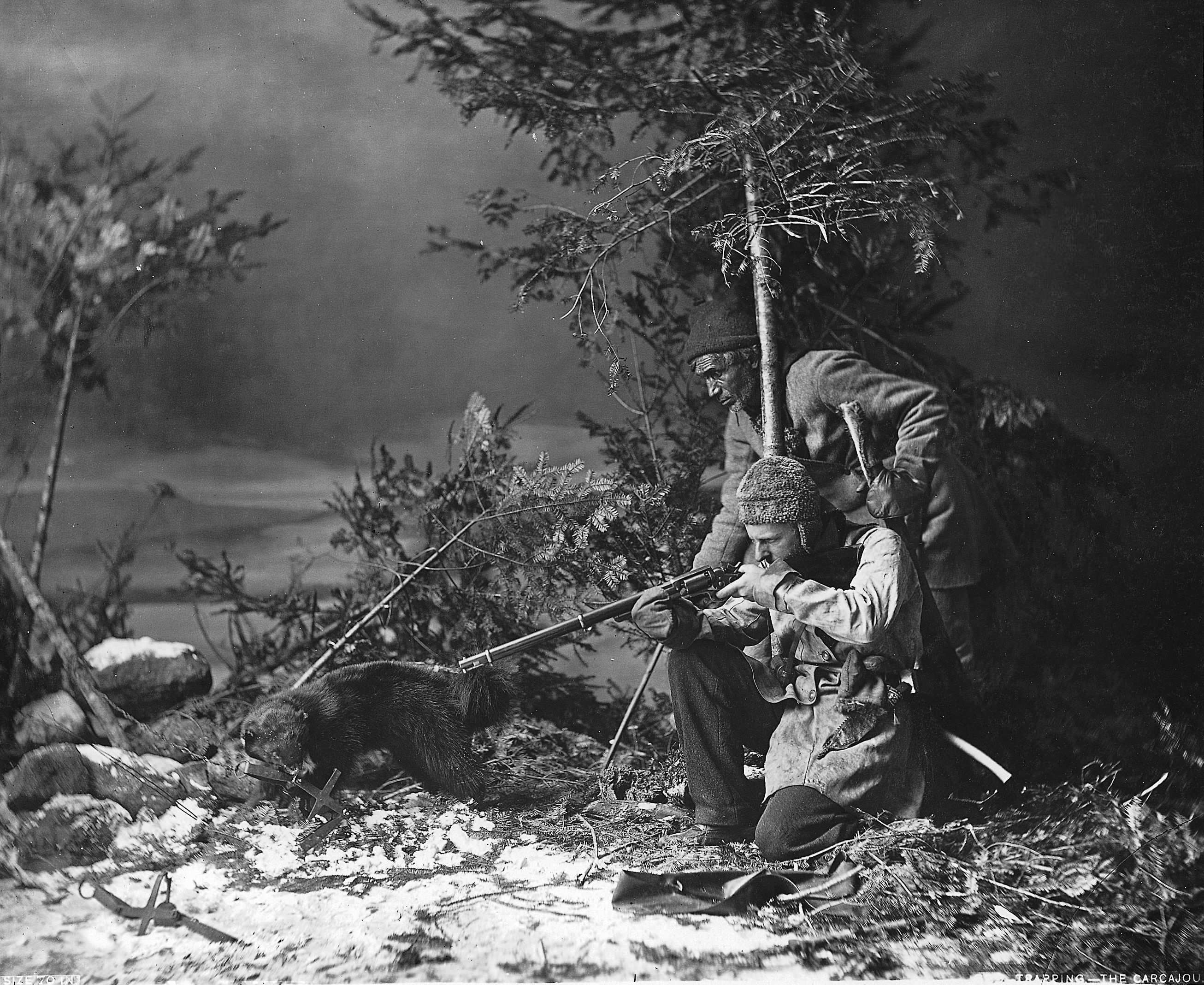
Photographie datant de 1866 d'une scène de trappage du carcajou conservée au Musée McCord à Montréal

Le carcajou dans la culture s'exprime notamment dans la relation entre l'animal et la création du monde dans les légendes amérindiennes.
Le terme carcajou est un mot algonquin pour désigner le mammifère nommé glouton. Mammifère carnivore, il vit dans la taïga et la toundra d’Eurasie et d’Amérique.

## Récit oral: le carcajou chez les autochtones
Transmis oralement de génération en génération, certains récits des autochtones d’Amérique décrivent l’origine du monde. On peut découvrir dans plusieurs d’entre eux le personnage de Carcajou, un animal important de la littérature orale autochtone. On retrouve ses aventures dans plusieurs tribus amérindiennes. On le nomme aussi Trickster (le mot anglais pour arnaqueur) puisqu’il cherche toujours à prendre aux autres ce qui ne lui appartient pas.
Carcajou est un personnage à l’appétit insatiable en matière d’alimentation et de sexualité. Il sème le chaos à toujours vouloir s’approprier la nourriture d’autrui, qui d’ailleurs, lui échappe constamment.
Ce personnage chapardeur n’est pas représenté sous la forme du carcajou dans toutes les régions. Dans le Nord-ouest américain, le personnage prend la forme d’un corbeau, dans la région des Grands Lacs, il s’agit du lièvre (Nanabozo), chez les Sioux du Dakota, il prend la forme d’une araignée. Chez les peuples amérindiens du sud-ouest américain, l'image et le rôle de Carcajou dans les mythes et légendes se retrouve dans celui du Coyote.

## Récits qui mettent en scène Carcajou
Plusieurs récits traitent des aventures de Carcajou. Les trois principaux thèmes sont la nourriture, la sexualité et l’immortalité. Les récits nommés Le plaisir de la table, La quête de l’immortalité et Les plaisirs de l’amour, enregistrés vers la fin des années 1960 chez les Montagnais de la côte du Labrador et de Schefferville dans la langue autochtone, traitent de ces trois thèmes, qui ont en particulier été étudiés et commentés par l'anthropologue canadien Rémi Savard (1934 - 2019) ,.

### Les plaisirs de la table
Dans Les plaisirs de la table, Carcajou appâte un groupe d’oiseaux, qu’il compte manger, et les convainc de danser les yeux fermés pendant qu’il chante. Carcajou en profite pour tordre le cou à quelques oiseaux, mais un des oiseaux ouvre les yeux et constate la ruse. Avertissant les autres, ils s’envolent tous. Après avoir mis au feu ceux qu’il avait réussi à tuer, Carcajou s’endort. Son anus, préalablement averti, ne le réveille pas lorsque des chasseurs viennent lui prendre son gibier.

## Variante dans les aventures de Carcajou et origine du monde
Il existe plusieurs variantes d’un  même récit. Par exemple, il y a plusieurs versions du récit Les plaisirs de la table, dont deux sont d’origine. Les deux récits sont semblables, excepté sur un point : comment Carcajou amadoue les oiseaux. La première version explique que Carcajou tente d’attirer les oiseaux en se recouvrant de feuillage pour créer l’illusion qu’il est lui-même un oiseau. On retrouve la même version chez les Winnebagos du Nebraska. L’autre version raconte que Carcajou fabrique un contenant fait de végétaux et dit aux oiseaux qu’il apporte chant et danse. Dans le premier cas, il s’agit de l’invention des techniques de chasse et dans le second, des rites religieux. Ces récits font référence à l’origine du monde, soit la création de gestes et de rituels.
Il y a aussi une variante dans la fin pour le même récit. Dans la version Innue, Carcajou s’endort et des chasseurs en profitent pour voler son repas. Il y a une variante chez les Algonquins de l’Ouest québécois. Dans leur version, Carcajou dérangé par le bruit produit par le frottement de deux branches, décide d’aller les arracher, mais en grimpant dans l’arbre, sa main reste coincée entre les deux mêmes branches. Il ne peut donc pas intervenir lorsque les chasseurs lui prirent son repas. Cet événement serait associé à l’origine des instruments de percussion. Chez les Ojibwas du sud de l’Ontario, Carcajou aurait retourné un sceau de bois pour frapper dessus et ainsi faire danser les oiseaux. Chez les Cris des Plaines, Carcajou, recouvert de roseaux vides, aurait frappé sur celle-ci, produisant une musique. Encore une fois, Carcajou serait à l’origine de la création de plusieurs rituels, techniques et autres gestes du quotidien autochtone à la suite des conséquences des gestes qu’il a posés. 